# Seabound
Seabound est un groupe allemand de musique électronique, originaire de Bielefeld.

## Histoire
Seabound est formé en 1995 par Frank Spinath et Martin Vorbrodt. Tous deux étaient déjà actifs sur le plan musical auparavant. Vorbrodt a fait partie d'un groupe de punk rock dans les années 1980 et s'est tourné vers la musique électronique dans les années 1990. Spinath travaille sur différents projets électroniques depuis 1990. En live, ils sont soutenus par Daniel Wehmeier (batterie). Seabound se produit en live, entre autres, au M'era Luna Festival 2002, au Wave-Gotik-Treffen 2007 et à l'Amphi Festival 2012.

## Style musical
La musique de Seabound se situe principalement dans le domaine de l'electro, mais intègre également de nombreux éléments de musique pop, de dance et de breakbeat. Le contenu de la musique se concentre sur la psyché humaine et ses nombreux troubles, mais aussi sur des thèmes tels que le désir d'accomplissement. Frank Spinath, chanteur et professeur de psychologie à l'université, exprime artistiquement des thèmes qui le préoccupent également sur le plan professionnel et crée ainsi un lien émotionnel avec ceux-ci. Depuis 2005, Spinath poursuit l'idée de ce projet en parallèle avec le projet stylistiquement proche Edge of Dawn.

## Discographie

### Albums studio
- 2001 : No Sleep Demon
- 2004 : No Sleep Demon V2.0 (réédition)
- 2004 : Beyond Flatline
- 2006 : Double-Crosser
- 2008 : Come Forward - Live in Berlin (album live)
- 2009 : When Black Beats Blue (Rarities)
- 2014 : Speak in Storms (87e place des charts allemands[5])

### Singles et EP
- 2001 : Travelling (MCD)
- 2001 : Hooked (MCD promotionnel)
- 2003 : Dependend Club Invasion
- 2003 : Contact
- 2004 : Poisonous Friend (EP)
- 2004 : Beyond Flatline Tour